# Анастасія Ткаченко
Анастасі́я Ткаче́нко (нар. 19 жовтня 1995, Вінниця) — українська акторка, гумористка, стендап-комікеса та телеведуча. Відома участю в телепроєктах «Ліга сміху» (у складі команди «Моя провінція»), та стендап-проєкті «Stadium Night». Активно виступає як стендап-комікеса, а також веде власні сторінки у соціальних мережах.

## Біографія
Народилася 19 жовтня 1995 року у місті Вінниця. З дитинства проявляла артистичні здібності та почуття гумору. У шкільні та студентські роки брала участь у місцевих гумористичних конкурсах, що стало поштовхом до кар'єри. Навчалась у Вінницькій гімназії. Закінчила Київський національний університет імені Тараса Шевченка, а саме економічний факультет.
До переїзду в Київ працювала на різних посадах — керуючою, бухгалтеркою, кухаркою та офіціанткою — іноді без вихідних понад 70 днів поспіль. Переломним моментом став коментар начальника, який применшив її заслуги в «Лізі сміху», що стало стимулом змінити життя та переїхати до столиці.

## Кар'єра

### Ліга сміху та ранні виступи
У Києві Ткаченко приєдналася до команди «Моя провінція» у популярному гумористичному шоу Ліга сміху, де здобула перше визнання широкої аудиторії.
Паралельно брала участь у корпоративних та клубних стендап-виступах.

### Телевізійні проєкти
Крім «Ліги сміху», стала однією з головних зірок масштабного стендап-шоу «Stadium Night», яке вирізняється виступами на великих аренах і використанням сценічних спецефектів. Її харизма, імпровізаційні навички та гострі жарти зробили її однією з ключових постатей проєкту.

### Стендап
Виступає як українська стендап-комікеса з енергійною та яскравою манерою подачі, зосереджуючись на темах повсякденного життя, стосунків та соціальних явищ.

## Особисте життя
За словами Ткаченко, вона стикалася з дискримінацією у шоу-бізнесі через невідповідність стандартам зовнішності, проте продовжила розвиватися, доводячи, що талант важливіший за стереотипи.
Під час повномасштабної війни в Україні продовжувала працювати, заробляючи до 2000 доларів на місяць, про що розповідала на інтерв'ю Славі Дьоміну

## Цікаві факти
- Переїхала з Вінниці до Києва заради кар'єри у шоу-бізнесі.[3]
- У «Лізі сміху» виступала в складі команди «Моя провінція».[1]
- Є однією з головних зірок шоу «Stadium Night».[1]